# Liste der Kulturdenkmäler in Rennerod
In der Liste der Kulturdenkmäler in Rennerod sind alle Kulturdenkmäler der rheinland-pfälzischen Stadt Rennerod einschließlich des Ortsteils Emmerichenhain aufgeführt. Grundlage ist die Denkmalliste des Landes Rheinland-Pfalz (Stand: 21. Dezember 2021).

## Einzeldenkmäler
| Bezeichnung                          | Lage                                                                               | Baujahr                            | Beschreibung | Bild                           |
| ------------------------------------ | ---------------------------------------------------------------------------------- | ---------------------------------- | --- | ------------------------------ |
| Hexengericht                         | Rennerod, Bahnhofstraße Lage                                                       | 16. Jahrhundert                    | durch Linden gekennzeichnete, im 16. Jahrhundert erwähnte Gerichtsstätte | weitere Bilder Fotos hochladen |
| Bahnhof Rennerod                     | Rennerod, Bahnhofstraße 60 Lage                                                    | um 1905                            | Empfangsgebäude, späthistoristischer Basaltbruchsteinbau, um 1905 | weitere Bilder Fotos hochladen |
| Quereinhaus                          | Rennerod, Friedhofsweg 2 Lage                                                      | 18. Jahrhundert                    | Wohnteil eines ehemaligen Quereinhauses, verkleidet, Fachwerk des 18. Jahrhunderts | Fotos hochladen                |
| Forstamt                             | Rennerod, Hauptstraße 21 Lage                                                      | erste Hälfte des 19. Jahrhunderts  | Zeltdachbau, erste Hälfte des 19. Jahrhunderts, Wirtschaftsgebäude | Fotos hochladen                |
| Wegekreuz                            | Rennerod, Hauptstraße, bei Nr. 51 Lage                                             | 1794                               | Wegekreuz, bezeichnet 1794 | Fotos hochladen                |
| Verbandsgemeindeverwaltung           | Rennerod, Hauptstraße 55 Lage                                                      | um 1905                            | ehemaliges Amtsgericht; stattlicher Putzbau, teilweise Fachwerk, Mischformen Späthistorismus und Reformarchitektur, um 1905 | Fotos hochladen                |
| Brunnen                              | Rennerod, Hauptstraße, bei Nr. 65 Lage                                             |                                    | zwei gemauerte Tiefbrunnen | weitere Bilder Fotos hochladen |
| Hofanlage                            | Rennerod, Holzbachstraße 9 Lage                                                    | um 1700                            | Zweiseithof; Wohnhaus mit Niederlass, Scheune, wohl um 1700 | Fotos hochladen                |
| Wohnhaus                             | Rennerod, Holzbachstraße 19 Lage                                                   | Mitte des 19. Jahrhunderts         | Fachwerkhaus, teilweise massiv, wohl aus der Mitte des 19. Jahrhunderts und jünger | Fotos hochladen                |
| Quereinhaus                          | Rennerod, Holzbachstraße 21 Lage                                                   | zweite Hälfte des 18. Jahrhunderts | Fachwerk-Quereinhaus, zweite Hälfte des 18. Jahrhunderts | Fotos hochladen                |
| Katholische Pfarrkirche St. Hubertus | Rennerod, Kirchgasse 5 Lage                                                        | 1875/76                            | Saalbau mit querhausartigen Anbauten, 1875/76 | weitere Bilder Fotos hochladen |
| Quereinhaus                          | Rennerod, Kurzgasse 1 Lage                                                         | zweite Hälfte des 18. Jahrhunderts | Fachwerk-Quereinhaus, teilweise massiv, zweite Hälfte des 18. Jahrhunderts | weitere Bilder Fotos hochladen |
| Wohnhaus                             | Rennerod, Mühlenstraße 5 Lage                                                      |                                    | Fachwerkhaus, verputzt und verschiefert | weitere Bilder Fotos hochladen |
| Hofanlage                            | Rennerod, Rote Schmiede 7 Lage                                                     | 17. oder 18. Jahrhundert           | Gehöft aus Wohnhaus und quer dazu stehender Scheune, 17. oder 18. Jahrhundert | BW                             |
| Evangelische Pfarrkirche             | Emmerichenhain, Kirchstraße Lage                                                   | 1744                               | Saalbau, 1744; Gesamtanlage mit - Mengelshainer Straße 5: Evangelisches Pfarrhaus, verschiefert, wohl vom Anfang des 19. Jahrhunderts; - Mengelshainer Straße 7: Lutherhaus; Gemeindesaal, um 1910/20; - Siegener Straße 20: ehemaliges Schulhaus, 1912 | weitere Bilder Fotos hochladen |
| Quereinhaus                          | Emmerichenhain, Kirchstraße 9 Lage                                                 | 18. Jahrhundert                    | Fachwerk-Quereinhaus, teilweise massiv und verputzt, wohl aus dem 18. Jahrhundert | Fotos hochladen                |
| Denkmal                              | Emmerichenhain, Siegener Straße, Ecke Wilhelm-Albrecht-Straße Lage                 | 1879                               | Denkmal für Wilhelm Albrecht, 1879 errichtet | Fotos hochladen                |
| Quereinhaus                          | Emmerichenhain, Siegener Straße 9 Lage                                             | 18. Jahrhundert                    | verputzter und verschieferter Fachwerk-Wohnteil eines Quereinhauses mit Niederlass, teilweise massiv, wohl aus dem 18. Jahrhundert | BW                             |
| Hofanlage                            | Emmerichenhain, Siegener Straße 10 Lage                                            | Anfang des 19. Jahrhunderts        | Streckhof, wohl vom Anfang des 19. Jahrhunderts; teilweise Ziegelmauerwerk, teilweise verkleidet, um 1900, Fachwerkscheune | Fotos hochladen                |
| Historischer Straßenzug              | Emmerichenhain, südlich des Ortes in Verlängerung der Wilhelm-Albrecht-Straße Lage |                                    | etwa 250 m langer gepflasterter Abschnitt der Fernstraße Limburg–Siegen | Fotos hochladen                |